# Vendrogno
Vendrogno is een gemeente in de Italiaanse provincie Lecco (regio Lombardije) en telt 323 inwoners (31-12-2004). De oppervlakte bedraagt 11,7 km², de bevolkingsdichtheid is 30 inwoners per km².
De volgende frazioni maken deel uit van de gemeente: Camaggiore, Inesio, Noceno, Mornico, Mosnico, Sanico.

## Demografie
Vendrogno telt ongeveer 191 huishoudens. Het aantal inwoners steeg in de periode 1991-2001 met 2,5% volgens cijfers uit de tienjaarlijkse volkstellingen van ISTAT.
| Jaar | Inwoneraantal |
| ---- | ------------- |
| 1991 | 320           |
| 2001 | 328           |

## Geografie
Vendrogno grenst aan de volgende gemeenten: Bellano, Casargo, Dervio, Parlasco, Taceno, Tremenico.